# Мутува, Эштон
Эштон Адейеми-Амин Мутува (англ. Aston Adeyemi-Amin Mutuwa; 31 октября 1997) — нигерийский борец вольного стиля.

## Карьера
В начале марта 2024 года в Аккре дошёл до финала Африканских игр, в котором уступил египтянину Юссифу Хемиде, став серебряным призёром. В середине марта в Александрии, проиграв в финале Юссифу Хемиде, он завоевал серебряную медаль чемпионата Африки. Через несколько дней в конце марта 2024 в Александрии на квалификационном турнире Африки и Океании ему удалось завоевать лицензию на Олимпийские игры в Париже.

## Достижения
- Африканские игры 2023 — ;
- Чемпионат Африки по борьбе 2024 — ;